# 上特魯希略
18°22′48″N 65°57′36″W / 18.38000°N 65.96000°W
上特魯希略（英語），綽號Pueblo de los Arrecostaos、iudad de los Manantiales、El Pueblo de las Ocho Calles、La Ciudad En El Campo等，是美國屬土波多黎各的一個自治市，位於波多黎各島東北部內陸、聖胡安東南。面積55.61平方公里。2000年人口76,808人，是該島第十大城市。下分上特魯希略市和6區。
1801年1月8日建立。